# Советское сельское поселение (Северная Осетия)
Советское се́льское поселе́ние — муниципальное образование в Ирафском районе Северной Осетии Российской Федерации.
Административный центр — село Советское.

## История
Статус и границы сельского поселения установлены Законом Республики Северная Осетия-Алания от 5 марта 2005 года № 14-рз «Об установлении границ муниципального образования Ирафский район, наделении его статусом муниципального района, образовании в его составе муниципальных образований - сельских поселений и установлении их границ»

## Население
| 2002 | 2010 | 2011 | 2012 | 2013 | 2014 | 2015 |
| ---- | ---- | ---- | ---- | ---- | ---- | ---- |
| 508  | ↘503 | →503 | ↘491 | ↘485 | ↘469 | ↘468 |
| 2016 | 2017 | 2018 | 2019 | 2020 | 2021 | 2023 |
| ↘459 | ↘433 | ↘419 | ↘374 | ↘363 | ↗554 | ↘548 |
| 2024 | 2025 |      |      |      |      |      |
| ↘547 | ↘541 |      |      |      |      |      |

## Состав сельского поселения
| № | Населённый пункт | Тип населённого пункта       | Население |
| - | ---------------- | ---------------------------- | --------- |
| 1 | Советское        | село, административный центр | ↘541      |